# 劉毅 (東漢)
劉毅（？—？），北海敬王劉睦的兒子。於東漢建初二年封平望侯。

## 生平
永元年間，劉毅因獲罪被革爵。劉毅年少時以有文學辯論的才學著名。
元初元年（公元114年），劉毅將自己寫的《漢德論》及《憲論》十二篇交給朝廷。當時劉珍、鄧耽、尹兌、馬融共同上書稱讚劉毅文筆，漢安帝嘉獎他，賜錢三萬，被任命為議郎。
元初五年（公元118年），劉毅認為鄧太后有許多德政，想讓她的事跡盡快被記載，於是上書給漢安帝。漢安弟採納了劉毅的建議。
永寧年間，鄧太后臨朝，下詔命劉珍、李尤、劉騊駼、劉毅等著「中興以下名臣列士傳」。劉珍、劉毅、劉陶、伏無忌等人相繼在東觀著述，撰自光武帝建武年間，終於安帝永初時期，書始名《漢記》。

## 評價
- 華覈：「昔班固作漢書，文辭典雅。後劉珍、劉毅等作漢記，遠不及固，敘傳尤劣。」《三國志·韋曜傳》

## 延伸阅读
[在维基数据编辑]
 《後漢書·卷80上》，出自范晔《後漢書》